# Révolution libératrice
16 septembre 1955 – 1er mai 1958
Entités précédentes :
- République argentine

Entités suivantes :
- République argentine

La Révolution libératrice (en espagnol Revolución Libertadora) est le nom par lequel se désignait elle-même la dictature civico-militaire qui gouverna l’Argentine après avoir, au moyen d’un coup d’État exécuté le 16 septembre 1955, renversé le président constitutionnel Juan Perón, dissous le Congrès national et destitué les membres de la Cour suprême, et qui le 1er mai 1958, au terme de près de trois années de gouvernement, remit le pouvoir au président élu Arturo Frondizi, lequel sera à son tour renversé quatre ans plus tard, en 1962 ; cette dictature se verra aussi appliquer, en particulier par les secteurs péronistes, le sobriquet de Révolution fusillante  (Revolución Fusiladora), en raison de l’exécution en 1956, sur ordre du dictateur Pedro Eugenio Aramburu, de plus d’une trentaine de militaires et civils dans le sillage du soulèvement péroniste avorté déclenché par le général Juan José Valle.
Le général de division Eduardo Lonardi, chef du coup d’État de 1955, qui s’empara du pouvoir le 23 septembre, en fut évincé le 13 novembre de la même année par le lieutenant-général Aramburu, à la faveur d’une révolution de palais. Tous deux gouverneront en tant qu’autorité suprême de l’État, en s’attribuant le titre de président de la Nation. Les périodes de pouvoir de ces deux dictateurs correspondent aussi à deux phases distinctes de la Révolution libératrice, où prédominèrent tour à tour les deux ailes antagonistes du pouvoir militaire : l’aile nationaliste catholique d’abord, dirigée par le général Lonardi lui-même, plus encline à négocier avec le péronisme et à pactiser avec les syndicats, et disposée à préserver la plupart des conquêtes sociales réalisées sous les gouvernements de Perón ; ensuite, après le 13 novembre, l’aile dite libérale emmenée par le vice-président, l’amiral Isaac Rojas, animée d’un antipéronisme radical, la phase de domination de laquelle sera marquée par la mise en œuvre d’une politique économique sous la direction des économistes les plus conservateurs, par des rapports houleux avec les syndicats (dont le gouvernement entendra nommer les dirigeants) et par l’adoption d’une ligne dure face au péronisme, le régime renonçant dès lors à sa précédente politique de conciliation exprimée par la devise « ni vainqueurs ni vaincus». La grève générale décrétée par la CGT au lendemain du coup d’État du 13 novembre fut énergiquement réprimée par le gouvernement militaire, qui fit incarcérer plus de 9 000 dirigeants syndicaux.
En juillet 1957, dans le cadre de son entreprise de dépéronisation, le général Aramburu, en plus de rétablir symboliquement l’ancienne dénomination de lieux et établissements publics, peu avant baptisés d’appellations péronistes, annula par voie de proclamation la constitution argentine de 1949 et remit en vigueur celle de 1853, puis convoqua peu après, sous sa supervision et à l’issue d’élections restrictives, une assemblée constituante, laquelle entérina la décision prise antérieurement, mais fit à l’ancienne constitution deux adjonctions, notamment l’article 14bis, fixant les droits sociaux des travailleurs.
Néanmoins, Aramburu ne réussira pas en endiguer l’activité et la pression du mouvement justicialiste, c’est-à-dire ce qu’il est convenu d’appeler la Résistance péroniste ; au milieu d’une grave crise économique, de grèves générales à répétition, de la répression politique et d’un mécontentement croissant devant le manque de libertés civiques et politiques, Aramburu finit par convoquer des élections pour février 1958, qui virent la victoire du radical Arturo Frondizi.

## Antécédents et préparatifs du coup d’État
L’adoption en 1912 de la loi Sáenz Peña établissant le suffrage secret et obligatoire pour tous les citoyens masculins aboutit à l’élection de celui qui est considéré (lors même que les femmes n’ont pas pu prendre part au vote) comme le premier président démocratiquement élu de l’Argentine, Hipólito Yrigoyen, du parti Union civique radicale (UCR). Le 6 septembre 1930, le gouvernement radical d’Yrigoyen fut renversé par un coup d’État civico-militaire, prélude à la Décennie infâme. Le 24 février 1946, de nouvelles élections libres furent organisées, à l’issue desquelles Juan Perón sera proclamé président de la Nation argentine.
Perón se mit à la tête d’un ample mouvement politique appuyé sur le syndicalisme, se caractérisant par une forte empreinte sociale, et connu sous le nom de péronisme, ou encore de justicialisme, en raison de l’accent mis sur la justice sociale. Dans le même temps se constitua un mouvement contraire, appelé antipéronisme, composé des principales chambres patronales, de la plupart des autres partis politiques existants et des associations estudiantines, et coordonnée à l’origine par l’ambassade des États-Unis en Argentine.
La confrontation entre péronistes et antipéronistes marquera toute la durée des deux mandats présidentiels de Perón. Dès avant son investiture comme président, Perón avait été, en octobre 1945, destitué de son poste de vice-président et mis en détention, à la suite d’un coup de force, lequel cependant avorta par suite d'une vaste mobilisation ouvrière le 17 octobre 1945. Peu avant les élections de 1946, l’opposition avait encore fomenté un coup d’État, qui échoua à se mettre en marche.
Sous le gouvernement péroniste (1946-1955), l’affrontement entre péronistes et antipéronistes atteignit de hauts niveaux de violence. Chercheurs et universitaires tendent, selon leur proximité à l’un ou l’autre des deux camps en présence, à mettre en évidence tel fait plutôt que tel autre. En général, les péronistes signalent les conspirations putschistes et les actes terroristes des forces d’opposition, comme p.ex. le coup d’État de 1951, l’attentat de la place de Mai du 15 avril 1953, qui tua six manifestants péronistes et en blessa 90 autres, et le bombardement de la place de Mai en juin 1955, lors duquel 308 personnes officiellement identifiées perdirent la vie, en plus d’un nombre indéterminé de victimes non identifiables par suite de leurs mutilations, et de centaines de blessés. Parmi les victimes figuraient 111 militants syndicaux, dont 23 étaient des femmes et six des mineurs d’âge. Pour leur part, les antipéronistes insistent sur les mesures antidémocratiques prises par le gouvernement péroniste, telles que la limitation de la liberté d’expression, la détention d’opposants, l’usage de la torture par les forces de police, le culte de la personnalité de Juan et d’Eva Perón, le pouvoir excessif des syndicats, les affiliations forcées au Parti péroniste, et l’incendie d’églises, entre autres actions.

## Le coup d’État
Le 16 septembre 1955, le président constitutionnel Juan Perón fut destitué, le Congrès de la nation dissous et les gouverneurs de province suspendus par un coup d’État militaire. Le soulèvement, déclenché dans la province de Córdoba, était emmené par le général Eduardo Lonardi et se prolongea jusqu’au 23 septembre. Au cours de celui-ci, Perón démissionna et consentit à transférer le commandement à une junte militaire. Le putsch put compter par ailleurs sur le soutien actif des Commandos civils, d’un important secteur de l’Église catholique, du Royaume-Uni, et de quelques partis politiques, parmi lesquels l’Union civique radicale. Le mot de ralliement des conspirateurs était « Dios es justo » (Dieu est juste).
Le 23 septembre 1955, le général Lonardi s’octroya la plus haute fonction de l’État. Le ruban présidentiel lui fut remis par le cardinal de Rosario, Antonio Caggiano, qui signa également l’acte de prise de pouvoir. Ses premières mesures consisteront à dissoudre le pouvoir législatif, à destituer les membres de la Cour suprême de justice ainsi que tous les gouverneurs et toutes les législatures provinciales, et à assumer les pouvoirs législatif et exécutif, en s’accordant le titre de « Président ». Dans les jours suivants, il nomma par décret les membres de la Cour suprême et les interventeurs dans les provinces.

## Gouvernement d’Eduardo Lonardi

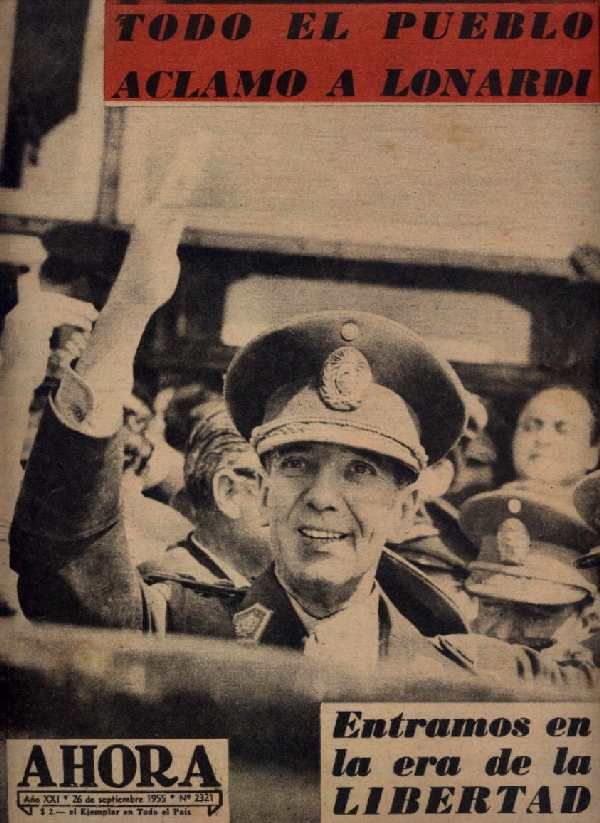
Le général de division Eduardo Lonardi en 1955.

Le général Eduardo Lonardi ne gouvernera que 52 jours, avant d’être à son tour renversé par la faction dite « libérale » des putschistes. De surcroît, il souffrait alors d’un cancer, dont les symptômes étaient déjà patents dès le début de l’insurrection et qui allait mettre fin à ses jours en mars de l’année suivante. Il avait été le représentant d’une fraction des forces armées, à savoir de celle qui, d’orientation nationaliste catholique, avait certes pour objectif de renverser Perón et de l’exclure de la vie nationale, et voulait empêcher le péronisme de revenir au pouvoir ― du moins dans l’immédiat ―, mais qui voulait cependant éviter de recourir à une répression massive, et n’avait pas l’intention de suspendre la constitution de 1949 et les lois sociales mises en place par le gouvernement péroniste.
Après la victoire de la révolution, Lonardi se proposait de ne rester que peu de temps au pouvoir en raison de son état de santé. Il pensait convaincre la CGT d’accepter la nouvelle situation et envisageait de simplement rétablir l’ordre dans le pays pour que celui-ci pût se relever le plus vite possible de ce qu’il considérait comme une « tyrannie ». Ce dessein reçut sa traduction dans la consigne qu’il prononça à son accession au pouvoir : « ni vainqueurs, ni vaincus », locution empruntée à Justo José de Urquiza, et qui deviendra l’une des formules politiques les plus fameuses de l’histoire de l’Argentine.
Lonardi mit en place un gouvernement composé des ministres suivants :
- Ministre de l’Aéronautique : le commodore Julio César Krause.
- Ministre de l’Agriculture et de l’Élevage : Alberto Mercier.
- Ministre de l’Assistance sociale : Ernesto Rottger.
- Ministre du Commerce : César Augusto Bunge.
- Ministre des Communications : Luis María Ygartúa.
- Ministre de l’Éducation : Atilio Dell'Oro Maini.
- Ministre de l’Armée : Justo León Bengoa (remplacé par Arturo Osorio Arana).
- Ministre des Finances : Julio Alizón García
- Ministre de l’Économie : Eugenio Folcini
- Ministre de l’Industrie : Horacio Morixe
- Ministre de l’Intérieur et de la Justice : Eduardo Busso
- Ministre de la Marine : le général Teodoro Hartung
- Ministre de Travaux publics : José Blas Paladino
- Ministre des Relations extérieures et du Culte : Mario Amadeo
- Ministre du Travail : Luis B. Cerruti Costa
- Ministre des Transports : Juan José Uranga

Vers la fin de son gouvernement, le général Eduardo Lonardi scinda en deux le ministère de l’Intérieur et de la Justice, le ministre Busso remettant alors sa démission ; le 12 novembre, Luis María de Pablo Pardo entra en fonction comme ministre de l’Intérieur et Julio Velar de Irigoyen comme ministre de la Justice.
Les autres forces qui, aux côtés du nationalisme catholique, avaient concouru à la révolution se virent confier certaines responsabilités minoritaires au sein de l’État. Au ministère de l’Intérieur purent ainsi exercer une certaine influence les démocrates progressistes, dont un des dirigeants, le docteur Sebastián Soler, fut désigné Procureur général de la Nation, tandis qu’au ministère de la Marine siégeaient des représentants du socialisme, notamment en la personne de Américo Ghioldi.

### Luttes internes et révolution de palais
À peine Lonardi eut-il pris ses fonctions, que des dissensions se firent jour entre les deux ailes du gouvernement militaire :
- L’aile nationaliste catholique, dirigée par le général Lonardi lui-même, plus encline à négocier avec le péronisme et disposée à préserver la plupart des conquêtes sociales réalisées sous les gouvernements de Perón.
- L’aile dite libérale, emmenée par le vice-président, l’amiral Isaac Rojas, qu’animait un antipéronisme radical et qui projetait d’éradiquer totalement le péronisme de la vie politique et syndicale argentine, d’annuler les mesures sociales et la législation du travail adoptées sous le gouvernement péroniste, et de mettre en œuvre une politique économique sous la direction des économistes les plus conservateurs.

Durant cette première période de la Révolution libératrice, le péronisme tenta de manœuvrer en tirant parti des dissensions entre les deux courants du nouveau pouvoir, afin d’obtenir des avantages et de gagner du temps pour se réorganiser autour du mouvement syndical, raison pour laquelle cette phase de la révolution sera connue sous le nom d’entente cordiale.
Le 5 octobre, la direction de la Confédération générale du travail (CGT) démissionna, Andrés Framini et Luis Natalini du syndicat Luz y Fuerza assumant alors la direction provisoire,. Les syndicalistes négociaient avec le régime militaire par le truchement du ministre du Travail Luis Cerruti Costa, social-chrétien, avocat du syndicat des métallurgistes, qui avait été péroniste jusque 1947. Le lendemain de leur prise de fonction à la direction de la CGT, Framini et Natalini signèrent un pacte formel avec le ministre Cerruti Costa, aux termes duquel le gouvernement reconnaissait les autorités de la CGT et s’engageait à diligenter des interventeurs impartiaux dans les syndicats, où devaient se tenir des élections démocratiques dans les 120 jours. De son côté, la CGT accepta de faire quelques concessions, comme p.ex. la suppression, dans le préambule, de l’article instituant le péronisme comme doctrine officielle et l’abrogation du 17 octobre comme jour férié.
Fin octobre 1955, les tensions allèrent s’exacerbant. Le péronisme commença à se réorganiser et à recouvrer sa capacité d’action, et réussit à provoquer un concert de sifflets en présence du vice-président de facto, l’amiral Isaac Rojas, à l’occasion d’une visite de celui-ci à l’hippodrome de San Isidro, dans la banlieue nord de Buenos Aires, chahut qui cessa cependant après quelques minutes lorsque des avions de la marine de guerre se mirent à effectuer des vols en rase-mottes au-dessus des tribunes.
Pour sa part, la CGT haussa sa pression sur le gouvernement pour qu’il s’abstînt d’intervenir dans la situation interne des syndicats, et s’efforça d’imposer des directions ni péronistes ni antipéronistes. Le 26 octobre, lors d’une réunion avec le ministre du Travail, de l’Emploi et de la Sécurité sociale, Luis Cerruti Costa, la CGT lui enjoignit de cesser d’appuyer les groupes rivaux, en menaçant de déclarer une grève générale. Cerruti Costa rejeta cette exigence syndicale et, deux jours plus tard, édicta de nouvelles règles de « normalisation syndicale », qui dans les faits rendaient nul l’accord signé avec la CGT. Les nouvelles règles énonçaient la caducité des mandats des dirigeants de la CGT et des syndicats, ainsi qu’un appel à des élections syndicales, dûment contrôlées par les forces armées.
Devant l’attitude offensive manifestée par le péronisme au travers de la CGT, les secteurs libéraux du régime militaire s’activèrent pour s’emparer d’une portion plus grande du pouvoir. Le 1er novembre, la marine entreprit, en vue de lancer la répression contre les syndicalistes péronistes, d’occuper le ministère du Travail. Cerruti Costa résista pourtant à la pression et obtint, avec l’appui de Lonardi, un nouveau pacte avec la CGT, aux termes duquel les autorités de la centrale syndicale seraient de nouveau reconnues et les interventeurs syndicaux chargés de procéder à la normalisation seraient désignés en accord mutuel.
L’aile libérale reprit l’initiative le 11 novembre 1955, quand fut constituée par le gouvernement militaire un Comité consultatif national (en espagnol Junta Consultiva Nacional), dont la création avait été ordonnée par décret du 28 octobre, et qui était présidé par l’amiral Rojas et composé de personnalités politiques de premier plan désignées par la plupart des partis antipéronistes. Ledit comité comprenait ainsi quatre membres de l’Union civique radicale (Oscar Alende, Juan Gauna, Oscar López Serrot et Miguel Ángel Zavala Ortiz), quatre du Parti socialiste (Alicia Moreau de Justo, Américo Ghioldi, Ramón Muñiz et Nicolás Repetto), quatre du Parti démocrate national (José Aguirre Cámara, Rodolfo Coromina Segura, Adolfo Mugica et Reinaldo Pastor), quatre du Parti démocrate progressiste (Juan José Díaz Arana, Julio Argentino Noble, Horacio Thedy et Luciano Molinas), deux du Parti démocrate chrétien (Manuel Ordóñez et Rodolfo Martínez), et enfin deux de la nationaliste Union fédérale (Enrique Arrioti et Horacio Storni).
L’assimilant à un pouvoir législatif, le gouvernement militaire décida que le Comité consultatif se réunirait dans l’édifice du Congrès national, et, faisant une interprétation extensive de la constitution de 1949 (plus précisément de son article 50, selon lequel le vice-président de la Nation est aussi président du Sénat), considéra qu’il devait être présidé par l’amiral Rojas, en sa qualité de vice-président de facto. Près de 300 invités spéciaux assistèrent à la première session du Comité, et l’on plaça dans le salon un tableau figurant l’assemblée constituante de 1853.
Telle fut la composition du Comité consultatif qu’elle aboutit à faire prédominer au sein du gouvernement militaire la faction libérale et une ligne antipéroniste radicale. Le même jour, Luis Pandra, du Parti socialiste, pointant l’évincement imminent du secteur nationaliste catholique, écrivit dans le journal La Época :

« Nous allons faire la Révolution libératrice de l’intérieur du gouvernement, avec le gouvernement, sans le gouvernement ou contre le gouvernement. »

— Luis Pandra, La Época, 11 novembre 1955.
Le 13 novembre, une révolution de palais écarta du pouvoir le général Lonardi et installa un libéral comme nouveau président de facto, le général Pedro Eugenio Aramburu. Le lendemain, le gouvernement militaire publia trois communiqués avec la signature d’Aramburu informant des motifs de la destitution de Lonardi : le premier communiqué se bornait à informer de la mise à l’écart de Lonardi ; le second portait que Lonardi avait été déposé en raison de la « présence de groupes qui orientaient sa politique vers un extrémisme totalitaire incompatible avec les convictions démocratiques de la Révolution libératrice » ; et le troisième enfin précisait plus avant ces raisons en accusant le groupe de Lonardi de « s’abriter derrière l’étendard de la religion catholique ».
Cela suffit à refroidir tous les militants nationalistes qui avait pris part à la révolution. Le décret-loi 4161 de 1956 — qui interdisait de seulement prononcer les noms de Juan Perón et Eva Duarte, de faire une quelconque mention de l’idéologie péroniste, d’exhiber l’écusson justicialiste, ou d’entonner la Marche péroniste — véhiculait une politique à l’opposé de l’esprit d’apaisement vis-à-vis des péronistes porté par la devise « ni vainqueurs ni vaincus » de Lonardi.

## Gouvernement de Pedro Eugenio Aramburu

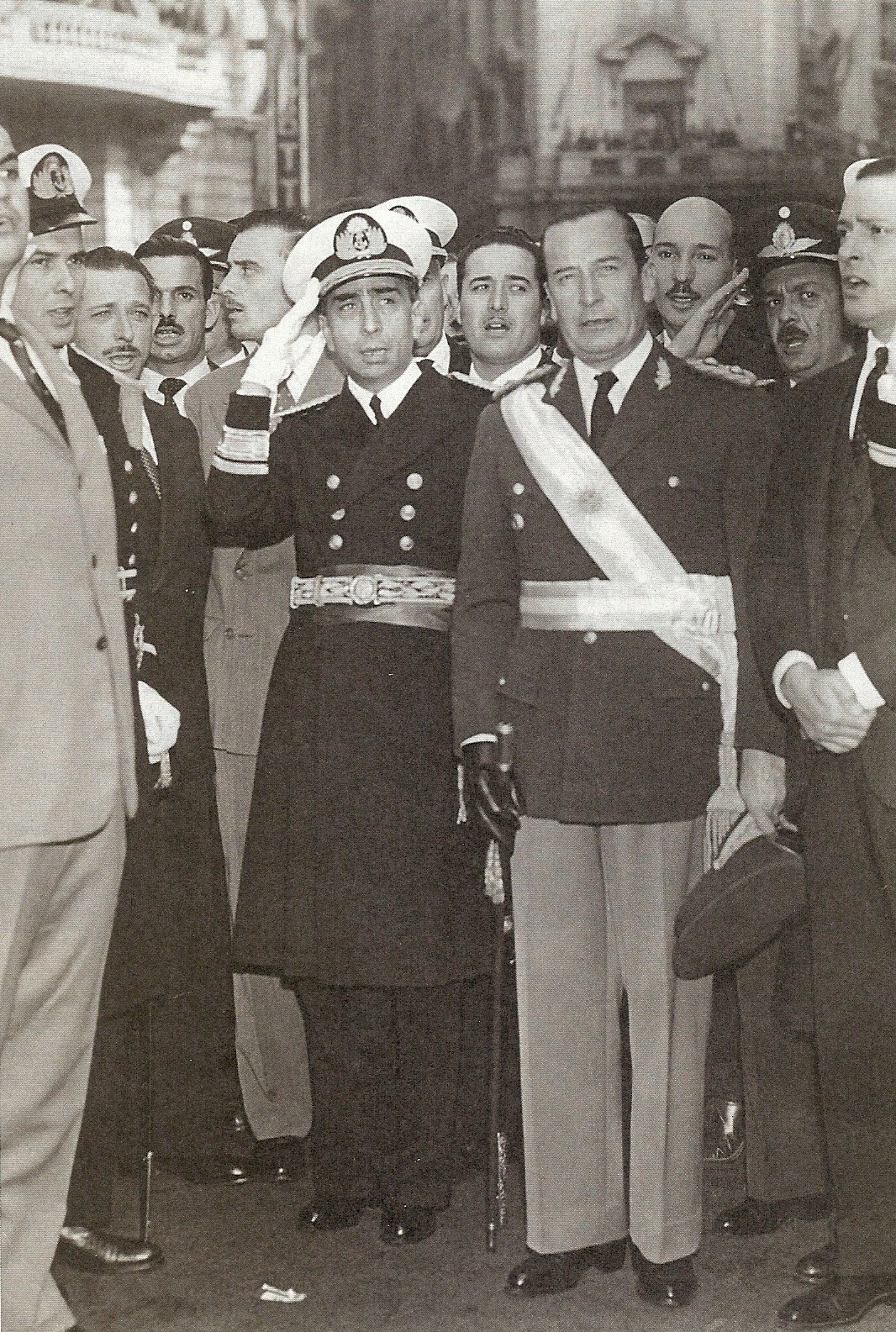
Le vice-président, l’amiral Isaac Rojas, et le président, le lieutenant-général Pedro Eugenio Aramburu, lors de la prise de fonction de ce dernier le 13 novembre 1955.

Le général Pedro Eugenio Aramburu accéda à la présidence de facto le 13 novembre 1955, l’amiral Rojas, chef de file de l’aile libérale, continuant quant à lui d’exercer comme vice-président. Débuta alors une nouvelle phase de la dictature militaire, caractérisée essentiellement par l’adoption d’une ligne dure face au péronisme, le régime renonçant dès lors à la devise « ni vainqueurs ni vaincus ».
Aussitôt, la CGT proclama une grève générale pour les 15, 16 et 17 novembre. Le même jour, le gouvernement militaire incarcéra plus de 9 000 dirigeants syndicaux, y compris Framini et Natalini. Le mot d’ordre de grève ne fut suivi que dans quelques zones ouvrières comme Avellaneda, Berisso et Rosario, et fut levé dès le lendemain. La CGT et la plupart des autres syndicats furent mis sous tutelle directe (intervención) des militaires.

### Politique intérieure
Par rapport au précédent gouvernement, des changements substantiels furent apportés dans la composition du nouveau gouvernement, auquel viendront se joindre des personnalités diverses, allant de membres issus de la droite libérale jusqu’à des socialistes.
Deux radicaux furent placés à la tête du ministère de l’Intérieur : Laureano Landaburu et Carlos Alconada Aramburú. Venaient également du parti radical les ministres de l’Éducation (Acdel Salas) et du Travail (Horacio Aguirre Legarreta, frondiziste).
La politique de dépéronisation prit encore de l’ampleur, et il fut décidé de dissoudre le Parti péroniste et de priver de leurs droits politiques ses principaux dirigeants. En outre, à l’instigation de la Commission générale d’enquête, des enquêtes furent ouvertes sur les présumées irrégularités survenues durant la présidence de Perón.
Les syndicats et la Confédération générale du travail (CGT) furent mis sous tutelle directe de l’État (Intervención), et plus de 9 000 dirigeants syndicaux furent incarcérés à la suite de la grève générale décrétée le 14 novembre 1955. Le gouvernement militaire édicta le décret n°3855/55 portant dissolution du Parti péroniste, puis, le 5 mars 1956, le décret n°4161 « interdisant les éléments d’affirmation idéologique ou de propagande péronistes », qui allait jusqu’à interdire de seulement mentionner le nom de Juan Perón, et punissait les contrevenants de peines jusqu’à six ans de prison. De la sorte fut inaugurée une longue période de proscription du péronisme hors de la vie militaire, publique et scolaire, qui devait se prolonger jusqu’en 1973, donnant par contrecoup naissance à un mouvement d’opposition, souvent clandestin, connu sous la dénomination de Résistance péroniste.

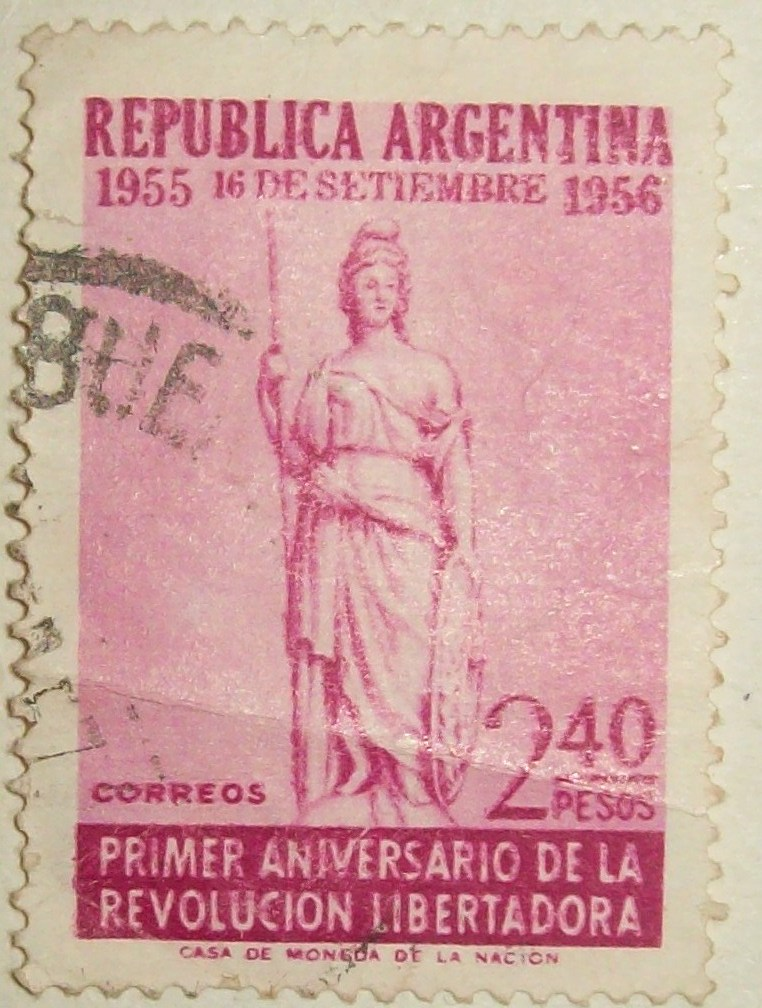
Timbre-poste émis à l’occasion du premier anniversaire de la Révolution libératrice.

Le 25 mai 1957, des agents dépêchés par le régime d’Aramburu, résidant à l’ambassade d’Argentine au Venezuela, tentèrent d’assassiner Perón en faisant exploser son automobile, mais échouèrent. En réaction, le dictateur vénézuélien Marcos Pérez Jiménez, qui avait accordé l’asile à Perón, ordonna l’expulsion de l’ambassadeur argentin, le général de brigade Carlos Severo Toranzo Montero, ce qui provoqua la rupture des relations diplomatiques entre les deux pays.
Quand Aramburu envisagea en 1957 de lever la mesure d’interdiction du péronisme, il dut affronter durement son vice-président Isaac Rojas, qui s’y opposa âprement. La mesure avait été proposée par le président et par le ministre de l’Intérieur, le balbiniste Carlos Alconada Aramburú. Du reste, Aramburú se proposait de poursuivre la Révolution sans l’appui de la marine, quand même cela apparaissait impossible en pratique, attendu que la marine était le plus homogène et le plus aguerri des corps de troupes ayant participé au coup d’État.

### Annulation de la réforme constitutionnelle de 1949 et réforme de 1957
Une des décisions du général Aramburu fut l’abrogation de la réforme constitutionnelle de 1949, par une proclamation du 27 avril 1956 qui remettait en vigueur le texte de la constitution de 1853 (sans en exclure les réformes constitutionnelles de 1860, 1866 et 1898).
Cette décision fut contestée par différentes secteurs de la société, en raison de l’impossibilité juridique d’accepter qu’un président de facto militaire pût abolir une constitution pour en imposer une autre. L’abrogation, par décision militaire, de la constitution provoqua une crise à la Cour suprême, laquelle, si elle admettait une certaine légitimité du régime en vertu de la doctrine des gouvernements de facto, tenait aussi pour établi qu’un tel régime ne pouvait être que provisoire et devait maintenir la constitution comme la norme politique suprême. La crise en tout cas entraîna la démission d’un des cinq membres de la Cour suprême de justice, Jorge Vera Vallejo.
À l’issue de vives discussions sur la manière de résoudre la question, le gouvernement militaire décida de convoquer une Convention constituante qui avaliserait la réforme constitutionnelle. À cet effet, il fut disposé que les conventionnels seraient choisis par voie d’élections auxquelles le Parti péroniste ne serait pas admis à participer.
Le scrutin se tint le 28 juillet 1957 et vit le vote blanc, auquel avait appelé le péronisme, arriver en tête des suffrages.
| Élections en vue de la Constituante de 1957  |                |
| Parti                                        | Nombre de voix |
| Blanc                                        | 2 119 147      |
| Union civique radicale du peuple (UCRP)      | 2 117 160      |
| Union civique radicale intransigeante (UCRI) | 1 821 459      |
| Parti socialiste (PS)                        | 525 721        |
| Parti démocrate chrétien (PDC)               | 420 606        |
| Parti démocrate du centre (PDC)              | 407 695        |
| Parti démocrate (PD)                         | 269 089        |
| Parti démocrate progressiste (PDP)           | 263 915        |
| Parti communiste (PC)                        | 228 451        |
| Parti civique indépendant (PCI)              | 86 441         |
| Parti travailliste (PL)                      | 3 conv.        |
| Parti des travailleurs (PdelosT)             | 1 conv.        |
| Union fédérale (UF)                          | 1 conv.        |

L’électorat péroniste, donnant suite à la consigne de Perón, vota blanc. Les partis politiques qui appuyaient la réforme constitutionnelle (l’UCRP, le PS, le PDC, le PDP, le PD, le PDC et le PCI) obtinrent ensemble 120 sièges, tandis que les partis opposés à la réforme (l’UCRI, le PL, le PdelosT, l’UF) totalisèrent seulement 85 sièges. Ces derniers ne se présenteront plus dès lors à la Convention constituante que pour y manifester que celle-ci était illégitime.
La Convention constituante réunie valida lors de sa première session la décision du gouvernement militaire de déclarer nulle la constitution de 1949 et de remettre en vigueur la constitution de 1853, avec les amendements de 1860, 1866 et 1898. Lorsqu’ensuite la Convention s’apprêta à inscrire dans le texte constitutionnel les droits de l’homme de deuxième génération (c’est-à-dire sociaux et du travail) ainsi qu’un ensemble de droits propres à imprimer à l’économie une orientation plus sociale, les factions conservatrices, qui étaient en mesure d’empêcher que le quorum de la Convention ne fût atteint, en particulier par l’absence des représentants de l’UCRI, se mirent à se retirer pour éviter l’adoption de ces amendements. Cependant, l’aile gauche de l’Union civique radicale du peuple, dirigée par son président Crisólogo Larralde, fit alors pression sur les délégués du parti pour qu’ils ne quittassent pas les réunions, de telle sorte que fut approuvée l’inclusion, dans le texte constitutionnel, de l’article 14bis, relatif aux droits du travailleur, à la liberté syndicale et à la sécurité sociale.
Cependant, aussitôt après le vote de l’article 14bis, les conventionnels conservateurs et une partie des conventionnels radicaux cessèrent d’assister à l’Assemblée, par quoi, le quorum n’étant plus atteint, la Convention ne fut pas en mesure de discuter de la longue liste d’amendements qui avait été proposée. Aussi la Convention finit-elle par s’éteindre informellement, issue qui fut violemment critiquée par tout l’éventail politique.
À propos de la fin de la Convention constituante de 1957, le conventionnel socialiste Alfredo Palacios prononça les paroles suivantes :

« Ceux qui s’en sont allés seront responsables devant le peuple et devant l’histoire. Que suffise pour l’heure la répudiation de cette Assemblée et de nos propres compagnons ; répudiation terrible, monsieur le président. »

— Alfredo Palacios.
Par rapport à la constitution de 1949, la réforme constitutionnelle de 1957 procéda à quelques ajouts et à quelques retraits importants :
- Ajouts : droit de grève ; mobilité du salaire ; participation aux bénéfices des entreprises, avec un contrôle de la production et une collaboration à la direction ; protection contre le licenciement arbitraire ; stabilité de l’employé de la fonction publique ; organisation libre et démocratique de syndicats par simple inscription dans un registre spécial ; droit syndical à négocier des conventions collectives ; garanties pour les représentants syndicaux ; caractère public de la sécurité sociale ; participation des travailleurs aux organismes de sécurité sociale. Tous ces ajouts figurent dans l’article 14bis.
- Suppressions : droit de réunion (art. 26) ; interdiction de la discrimination raciale (art. 28) ; droit au travail (art. 37, I) ; droit à la formation professionnelle (art. 37, I) ; droit à la préservation de la santé (art. 37, I) ; droit à la prise en charge par l’État de la mère et de l’enfant ; égalité juridique entre homme et femme dans la mariage (art. 37, II) ; autorité parentale partagée (patria potestad compartida, art. 37, II) ; droits du vieil âge (art. 37, III) ; enseignement primaire obligatoire et gratuit (art. 37, IV) ; autonomie des universités (art. 37, IV) ; fonction sociale du droit de la propriété (art. 38) ; étatisation du commerce extérieur (art. 40) ; nationalisation des ressources minières et énergétiques (art. 40) ; étatisation des services publics (art. 40) ; scrutin direct (arts. 42, 47 et 82).

### Soulèvement du général Juan José Valle et exécutions

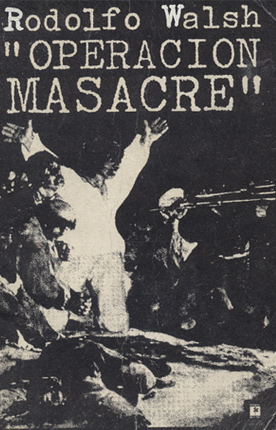
Couverture du livre Operación Masacre (1957) de Rodolfo Walsh, illustrée par une reproduction du tableau Tres de mayo, de Francisco Goya.

Dans la soirée du 9 juin 1956 éclata une insurrection civico-militaire péroniste dirigée contre le gouvernement de facto d’Arambura et emmenée par le général Juan José Valle, avec l’appui du général Raúl Tanco et des dirigeants syndicaux Andrés Framini et Armando Cabo,.
Le mouvement ayant été infiltré, et le gouvernement militaire se tenant donc aux aguets, le soulèvement fut promptement étouffé. Le seul endroit où il récolta quelque succès fut la ville de Santa Rosa (province de La Pampa), où troupes rebelles et civils sous le commandement du colonel Adolfo Philippeaux parvinrent à diffuser un manifeste sur les ondes d’une station de radio, quoiqu’ensuite ils aient bientôt dû prendre la fuite. Les insurgés tuèrent trois personnes ― Blas Closs, Rafael Fernández et Bernardino Rodríguez ― et eurent dans leurs rangs deux tués ― Carlos Yrigoyen et Rolando Zanera―, compte non tenu des exécutions ultérieures.
La rébellion donna lieu à l’exécution de 32 civils et militaires, action répressive sans précédent dans l’histoire argentine. La décision de fusiller le général Valle répondait à un ordre direct donné par l’amiral Rojas.
Ces exécutions toutefois furent marquées par des irrégularités, comme l’application rétroactive de la loi martiale, les verdicts rédigés à l’avance, l’inexistence d’un registre des jugements sommaires et des ordres d’exécution etc. Il y eut aussi des exécutions clandestines de civils dans un dépôt d’ordures à José León Suárez, qui furent gardées secrètes par le gouvernement, jusqu’à ce que le journaliste Rodolfo Walsh fasse le jour sur ces faits dans un livre devenu classique intitulé Operación Masacre et publié en 1957. Un autre acte ouvertement illégal fut l’assaut donné contre l’ambassade d’Haïti par un commando, qui, violant les règles de l’asile diplomatique, appréhenda les insurgés qui s’y étaient réfugiés, dont le général Tanco ; après que l’ambassadeur eut soulevé une protestation, les interpellés furent restitués à leur asile.
Les 18 militaires fusillés sont : le général de division Juan José Valle, les colonels Ricardo Santiago Ibazeta, Alcibíades Eduardo Cortines et José Albino Irigoyen, le lieutenant-colonel Oscar Lorenzo Cogorno, les capitaines Eloy Luis Caro, Dardo Néstor Cano et Jorge Miguel Costales, les premiers-lieutenants Jorge Leopoldo Noriega et Néstor Marcel Ovidela, le sous-lieutenant Alberto Juan Abadie, les sous-officiers principaux Miguel Ángel Paolini et Ernesto Garecca, l’adjudant Luis Pugnetti, les sergents Hugo Eladio Quiroga et Luis Bagnetti, et les caporaux Miguel José Rodríguez et Luciano Isaías Rojas. Les 14 civils fusillés sont : Clemente Braulio Ross, Norberto Ross, Osvaldo Alberto Albedro, Dante Hipólito Lugo, Aldo Emir Jofré, Miguel Ángel Mauriño, Rolando Zanetta, Ramón Raulvidela, Carlos Irigoyen, Carlos Alberto Lizaso, Nicolás Carranza, Francisco Garibotti, Mario Brion et Vicente Rodríguez.
Quelques instants avant d’être exécuté, le général Valle écrivit une missive historique au général Aramburu, dans laquelle il critiqua durement la décision de fusiller les insurgés et justifiait le soulèvement par la nécessité de défendre le peuple contre un gouvernement qui lui « imposait le libertinage d’une minorité oligarchique ». Dans la lettre figurent notamment les passages suivants :

« Me fusiller moi eût suffi. Mais non, vous avez voulu châtier le peuple, vous dédommager de votre impopularité, avouée par Rojas lui-même, vous venger des sabotages, couvrir l’échec de l’enquête, démontée le lendemain dans les articles des journaux, et assouvir une fois encore votre haine envers le peuple. De là cette inconcevable et monstrueuse vague d’assassinats.
Entre mon sort et le vôtre, je garde le mien. Mon épouse et ma fille verront en moi, à travers leurs larmes, un idéaliste sacrifié pour la cause du peuple. Vos femmes à vous, même elles, verront par leurs yeux se présenter à elles vos âmes d’assassins. Et si elles vous sourient et vous embrassent, ce sera pour dissimuler la terreur que vous leur causez. Lors même que vous viviez cent années encore, vos victimes vous suivront dans chaque recoin du monde où vous tenteriez de vous cacher. Vous vivrez, vous, vos femmes et vos enfants, dans la terreur constante d’être assassinés. Car aucun droit, ni naturel ni divin, ne justifiera jamais tant d’exécutions. »

Maints observateurs et acteurs politiques et maints historiens ont fustigé ces exécutions,, en raison tant de leur illégalité que du degré de violence superflue qu’elles comportent, et de leurs conséquences néfastes, enclenchant, de la part de l’État, un cercle vicieux de violence et de terreur qui débouchera sur le terrorisme d’État des décennies 1970 et 1980, c’est-à-dire à la dénommée Guerre sale. Au-delà des irrégularités concrètes dont sont entachées ces exécutions dans chaque cas particulier, il a été souligné que la constitution argentine interdit la peine de mort pour motifs politiques depuis 1853.
Parmi ceux qui se sont évertués à justifier en droit les exécutions figure l’avocat radical Carlos Alconada Aramburú, qui au moment du soulèvement de Valle exerçait comme procureur de la province de Buenos Aires et fut l’année d’après nommé ministre de l’Éducation et de la Justice du gouvernement militaire. Pour Alconada Aramburú, les exécutions étaient des peines de mort consécutives à délit d’insubordination militaire, en application des lois 13.234 de 1948 et 14.062 de 1951. L’historienne María Spinelli fait observer que les lois invoquées par Alconada Aramburú avaient été abolies par le gouvernement militaire lui-même l’année précédant le soulèvement, par voie des décrets-lois 140 et 8.313. De même, s’emploieront à défendre les exécutions, dans leurs Mémoires respectives, l’amiral Isaac Rojas (1993), qui les justifia par la nécessité de « sauvegarder les acquis de la Révolution libératrice », et le contre-amiral Jorge Perrén (1997), qui soutint qu’il était nécessaire de donner un « châtiment exemplaire au péronisme ».
Perón communica son point de vue dans une lettre adressée à John William Cooke et reproduite par le journaliste et homme politique Miguel Bonasso :

« Dans une lettre à Cooke, Perón critiqua âprement "le coup d’État militaire avorté", qu’il attribua au "manque de prudence qui caractérise les militaires". Ensuite, il les accusa de l’avoir trahi et conjectura que, s’il n’eût quitté le pays, ils l’auraient assassiné "pour faire montre de zèle devant les vainqueurs". »

De son côté, l’historien Joseph A. Page écrit sur cet épisode :

« Dans une lettre que Perón envoya à John William Cooke, le jour même du soulèvement de Valle, il n’y avait pas la moindre trace de compassion pour les militaires rebelles. Le Conductor critiquait leur précipitation et leur manque de prudence, et assurait que seule leur colère causée par leur mise à la retraite involontaire les avait motivés à agir. »

### Législation du travail
Dans le domaine du droit du travail, le régime approuva les allocations familiales pour les employés de commerce et les travailleurs de l’industrie. Fut adoptée en outre la première réglementation spécifique sur le travail domestique, accordant aux salariés de ce secteur une indemnité de licenciement et imposant un horaire de travail réglementé, des congés payés, le congé-maladie, des normes en matière de conditions de travail, etc Le montant de l’indemnisation en cas d’accident du travail fut rehaussé à 30 000 pesos.

### Politique économique
Dans le domaine économique, l’Argentine adhéra au Fonds monétaire international et à la Banque mondiale. Un grand nombre de travaux publics furent entrepris et achevés, comme p.ex. la centrale thermique de San Nicolás, dans la banlieue de Buenos Aires, en 1957, et l’industrialisation de la Patagonie fut stimulée.
L’Instituto Nacional de Tecnología Agropecuaria (INTA) fut fondé le 4 décembre 1956 par le décret-loi n°21.680/56 et avait pour objectif d’« impulser, renforcer et coordonner le développement de la recherche et l’expansion agricole et d’accélérer, avec les résultats de ces fonctions fondamentales, la technicisation et l’amélioration de l’activité agraire et de la vie rurale ».

### Politique culturelle et éducative
Dans le cadre de sa politique générale de proscription du péronisme, la dictature militaire réprima systématiquement l’expression d’idées procédant de ce courant politique. Ainsi furent interdits de publication des organes de presse tels que les revues De Frente et Palabra Argentina, cette dernière le 9 juin 1957, en même temps que l’incarcération de son directeur, Alejandro Olmos.
On supprima toutes les appellations se référant au péronisme, comme Eva Perón, Juan Domingo Perón, 26 de julio (date de décès d’Eva Perón), 8 de octubre (anniversaire de Perón), 7 de mayo (anniversaire d’Eva Perón) et 17 de octubre (jour de la Loyauté) notamment, qui avaient servi à baptiser rues, places, stations de métro (la station Presidente Perón recouvra son ancien nom de Retiro), gares de chemins de fer, municipalités, écoles, hôpitaux et autres établissements publics. De même, on changea le nom des provinces d’Eva Perón (qui reprit son ancien nom de province de La Pampa) et de Presidente Perón (rebaptisé Chaco), et de la ville d’Eva Perón, qui redevint La Plata. Les bustes d’Eva Perón et de Juan Perón, qui ornaient nombre de lieux et d’établissements publics (places, hôpitaux, écoles, etc.), furent tous enlevés.
En ce qui concerne les universités, la Révolution libératrice, renonçant à vouloir restaurer le passé pré-péroniste, en revint à l’autonomie des universités vis-à-vis de l’État, avec cogestion estudiantine et indépendance en matière d’emploi des ressources et de nomination des professeurs, dans le but de donner ainsi une impulsion modernisatrice. Le socialiste José Luis Romero, choisi parmi un trio proposé par la Fédération universitaire de Buenos Aires, fut nommé recteur de l’université de Buenos Aires. L’écrivain Jorge Luis Borges fut désigné directeur de la Bibliothèque nationale.
D’autre part, en janvier 1956, le gouvernement créa par décret l’université nationale del Sur (UNS) dans la ville de Bahía Blanca, sise dans le sud de la province de Buenos Aires. A l’initiative d’Atilio Dell'Oro Maini, l’on se pencha aussi sur la situation des Académies nationales existant dans le pays. Le péronisme, fort marri entre autres choses par le refus de l’Académie argentine des lettres de proposer Eva Perón pour le prix Nobel de littérature, avait privé les académiciens du droit d’élire leurs membres et leurs dirigeants. Le ministre fit approuver un décret-loi, qui sera maintenu sans modification par les gouvernements successifs ultérieurs, et qui leur octroya l’autonomie académique, le gouvernement s’interdisant désormais d’intervenir dans leur fonctionnement ou dans le choix de leurs autorités, encore que les académies eussent à rendre compte de l’emploi des fonds versés par l’État pour leur financement.
Tandis qu’étaient favorisées les universités nationales traditionnelles, le gouvernement militaire mena une politique de définancement visant à désavantager l’Université ouvrière nationale (Universidad Obrera Nacional, UON), fondée sous le gouvernement de Perón, dans le dessein évident d’en faire un institut d’enseignement non universitaire. Les étudiants de l’UON cependant s’organisèrent pour réclamer le même statut et la même reconnaissance que les autres universités, et donnèrent à leur établissement le nom d’Université technologique nationale, dénomination qui finira par être adoptée officiellement, lorsque l’école sera reconnue et érigée en université en 1959, sous le gouvernement d’Arturo Frondizi.
Dans le domaine de la recherche scientifique, le gouvernement militaire s’attela à réorganiser le Conseil national de la recherche technique et scientifique (sigle espagnol CONITYC), en le renommant Conseil national de la recherche scientifique et technique (CONICET) et en plaçant à sa tête le prix Nobel Bernardo Houssay.
En 1957 fut adoptée par décret la dénommée « loi du Cinéma » mettant en place le premier organisme spécialisé dans le cinéma, sous la dénomination d’Institut national de la cinématographie (INC), prédécesseur de l’actuel Institut national du cinéma et des arts audiovisuels (INCAA).
Durant le gouvernement de facto d’Aramburu, le principal théâtre juif de Buenos Aires, l’IFT (Idisher Folks Theater, Théâtre populaire juif), positionné à gauche, fut rouvert. Isidro Odena, réputé de gauche, fut désigné directeur national de la radiodiffusion. D’autre part, on créa le Fonds national des arts, dont le premier directoire sera présidé par Victoria Ocampo.

### Relations extérieures
En politique extérieure, le gouvernement de facto d’Aramburu livra une dure bataille contre le dictateur paraguayen Alfredo Stroessner, pour des raisons géopolitiques autant qu’idéologiques. Le socialiste Alfredo Palacios fut nommé ambassadeur en Uruguay.
Le 25 mai 1957, des agents de la dictature militaire argentine tentèrent d’assassiner Perón à Caracas, ce qui porta le dictateur vénézuélien Marcos Pérez Jiménez à prendre une mesure d’expulsion à l’encontre de l’ambassadeur d’Argentine alors en poste, le général Carlos Toranzo Montero, et fut cause d’une rupture des relations diplomatiques entre les deux pays.
En 1958, dans le but de contrecarrer l’influence du Brésil sur le régime du général Stroessner, le régime d’Aramburu finança, entraîna et appuya un commando militaire qui, à partir du territoire argentin, envahit le Paraguay et attaqua le 1er avril la localité de Coronel Bogado, provoquant la mort d’un nombre indéterminé de citoyens paraguayens. Le Paraguay dénonça cette agression argentine devant l’Organisation des États américains et la crise qui en résulta conduisit l’Argentine et le Brésil au bord de la guerre,.

## La Révolution libératrice et l’opposition péronisme-antipéronisme
Les vifs débats dont la Révolution libératrice a fait l’objet à propos de sa justification historique s’inscrivent dans le cadre de l’antagonisme entre péronisme et antipéronisme. Historiquement, péronistes et antipéronistes se sont accusés mutuellement de ne pas procéder de manière démocratique ― le péronisme mettant en évidence la participation de personnalités politiques non péronistes ou antipéronistes à des complots, à des actions terroristes et à des tentatives de coup d’État, et les antipéronistes et quelques non péronistes qualifiant d’autoritaires certaines manières d’agir du gouvernement de Perón, certaines mesures relatives aux moyens d’information, et certains actes répressifs.
Cependant, depuis l’instauration définitive de la démocratie le 10 décembre 1983, ces débats sont allés s’atténuant progressivement. Les gouvernements démocratiques qui ont dirigé depuis cette date ont tendu à ne pas accorder de légitimité historique à aucun des gouvernements militaires, sans excepter la Révolution libératrice, et se sont abstenus de choisir les noms de leurs gouvernants de facto pour désigner des rues, des bâtiments, des places et d’autres espaces publics, ainsi que d’organiser des cérémonies commémoratives des coups d’État concernés, se rangeant en outre derrière les initiatives visant à débaptiser les espaces publics portant lesdits noms. À l’inverse, les noms des personnalités appartenant au gouvernement péroniste renversé en 1955, y compris celui du président Juan Perón lui-même, ont servi à nommer différents lieux publics.
C’est dans le cadre de ce processus que sera changé le nom du tronçon d’autoroute de la Route nationale 9 reliant les villes de Rosario et de San Nicolás, qui avait été baptisé Pedro Eugenio Aramburu en 1979, sous la dictature autodénommée Processus de réorganisation nationale. En 2005, le Conseil de délibération de la ville de Rosario approuva une résolution portant que cette liaison autoroutière eût à être renommée Juan José Valle, en mémoire du militaire péroniste fusillé par la Révolution libératrice. Peu après, cette même année, les conseils de délibération des villes de San Nicolás et de Villa Constitución firent de même. En 2006, le sénateur justicialiste et ancien gouverneur de la province de Santa Fe, Carlos Reutemann, et la sénatrice Roxana Latorre présentèrent un projet de loi visant à donner à la Route nationale 9 sur toute sa longueur le nom de Juan José Valle, et obtinrent l’approbation d’abord de la Chambre le 11 avril 2007, puis en commission de la Chambre des députés, à l’unanimité, le 10 juin 2008.
En 2008, un monument en mémoire des victimes du bombardement de la place de Mai de 1955 fut érigé en face de la Casa Rosada.

## Les exécutions et l’enlèvement d’Aramburu
La mouvance péroniste, mais aussi d’autres parties de l’opinion publique en Argentine, a coutume d’user du terme de « Révolution fusillante » (Revolución Fusiladora) pour désigner la Révolution libératrice, par allusion aux exécutions de 1956, perpétrées dans le sillage de la tentative avortée de soulèvement du général Juan José Valle contre le régime militaire.
En 1970, le général Pedro Eugenio Aramburu fut enlevé par les Montoneros, groupe de guérilléros de tendance catholique, péroniste et de gauche, puis soumis à ce que cette organisation nommait un « jugement révolutionnaire », où Aramburu ne put exercer sa défense et dont le verdict était fixé d’avance. Selon la version des Montoneros, Aramburu fut déclaré coupable de « 108 crimes de trahison de la patrie et de l’assassinat de 27 Argentins », ce dernier chef d’accusation se rapportant aux exécutions ordonnées au lendemain de la rébellion du général Juan José Valle. La « cour de justice révolutionnaire » condamna le général Aramburu à la peine de mort, laquelle fut appliquée au moyen d’un tir de pistolet par les soins de Fernando Abal Medina le 1er juin de cette année. Certains historiens ont affirmé que les causes de la mort d’Aramburu sont plus complexes et non sans rapports avec les circonstances politiques dans lesquelles agissait le gouvernement militaire de Juan Carlos Onganía, face auquel le général Aramburu était occupé à mettre sur pied une opposition devant conduire à une issue électorale,,,.
Depuis le putsch de 1955, le terme de gorille s’est répandu pour nommer les civils et militaires antipéronistes. Le terme, qui fut emprunté à un sketch sans connotations politiques de l’humoriste Aldo Cammarota, avait au début un sens élogieux favorable aux militaires et aux civils qui avaient conspiré pour renverser Perón, mais au fil du temps, le mot devait prendre un sens péjoratif,.